# XLV Gruppo
Il XLV Gruppo era un gruppo di volo della Regia Aeronautica, attivo nel 14º Stormo.

## Storia
Al 1º giugno 1931 era nel 14º Stormo Bombardamento Diurno con la 2ª Squadriglia e 22ª Squadriglia sui Fiat B.R.2 all'Aeroporto di Poggio Renatico.
Alla metà dello stesso mese va all'Aeroporto di Ferrara-San Luca ed il 25 novembre 1934 il reparto va a Gorizia.
Da luglio 1932 all'aprile 1934 era al comando del Maggiore Enrico Pezzi.

### Guerra d'Etiopia
Nel febbraio 1936 il comando e il personale del XLV Gruppo sbarca a Massaua. Dalla fine del mese iniziano i collaudi dei velivoli. Le prime operazioni sono del marzo sotto la dipendenza del 7º Stormo. Il reparto è formato da:
- 2ª Squadriglia di Mogadiscio (oggi Aeroporto Internazionale Aden Adde) sui Caproni Ca.133;
- 22ª Squadriglia di Lugh Ferrandi.[1]

### Africa Orientale Italiana
Al 3 agosto 1936 era nel 9º Stormo di Dire Daua (poi Aeroporto di Dire Dawa), nell'ambito dell'Africa Orientale Italiana, nel Comando settore aeronautico est.
Al 1º ottobre successivo era autonomo nel Comando settore aeronautico sud ricevendo la 107ª Squadriglia.

### Seconda guerra mondiale
Al 10 giugno 1940 il 45º Gruppo Bombardieri vola sui Savoia-Marchetti S.M.81 di El-Adem (poi Base aerea Gamal Abd el-Nasser) al comando del Maggiore Ezio Berni con la 2ª Squadriglia (8 SM 81) e la 22ª Squadriglia (7 SM 81) nel 14º Stormo Bombardieri della 13ª Divisione Aerea Pegaso nell'Aeronautica della Libia - Est.
Dal 20 giugno successivo va all'Aeroporto di Berca fino al 22 luglio 1940.
Dal 22 luglio il Gruppo va all'Aeroporto di Benina seguito dopo qualche giorno dal resto dello Stormo e successivamente a Timimi a 75 km da Derna (Libia) fino al 15 dicembre quando, dopo aver perso 12 militari tra cui il Tenente Sergio Sartof, ripiega su a Berka, il 30 a Benina e l'8 gennaio 1941 a Castel Benito (Aeroporto di Tripoli) fino alla metà di gennaio quando rientra in Italia via mare e via aerea.